# Lethrus costatus
Lethrus costatus är en skalbaggsart som beskrevs av Semenov 1894. Lethrus costatus ingår i släktet Lethrus och familjen tordyvlar. Inga underarter finns listade i Catalogue of Life.